# Anthicus nigrita
Anthicus nigrita là một loài bọ cánh cứng trong họ Anthicidae. Loài này được Mannerheim miêu tả khoa học năm 1853.